# Sonet 61 (William Szekspir)

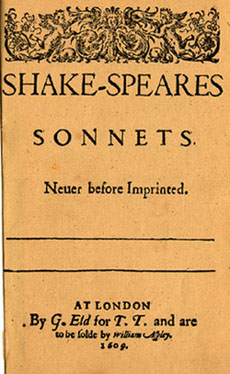
Strona tytułowa pierwszego wydania sonetów Shakespeare’a

Sonet 61 (Czy z twojej woli wśród nocy znużonej) – jeden z cyklu sonetów autorstwa Williama Shakespeare’a. Po raz pierwszy został opublikowany w 1609 roku.

## Treść
W sonecie tym podmiot liryczny, który przez niektórych badaczy jest utożsamiany z autorem, pokazuje, jak wielka jest jego miłość do tajemniczego młodzieńca mimo dzielącej ich odległości.